# 黒部市国際文化センターコラーレ
黒部市国際文化センターコラーレ（くろべしこくさいぶんかセンターコラーレ）は、富山県黒部市三日市にある音楽、芸術文化、生涯学習などの複合文化ホール。愛称はコラーレ（COLARE） 。富山弁で「来られ」（来て下さい、いらっしゃいの意味）から命名された。

## 概要
1995年（平成7年）11月3日に開館した鉄骨鉄筋コンクリート造、地上4階、地下1階の総合文化センターで 、コンサートや演劇、演芸、講演、会議、生涯学習などに幅広く利用されている。敷地内には野外能舞台を備えている。設計者は新居千秋である。
また施設内には黒部のコミュニティFM放送局であるラジオ・ミューが入居する。
当センターのカーターホールが優良ホール100選に選ばれているほか、1996年（平成8年）には日本建築学会より日本建築学会賞（作品）を県内で初受賞、2008年（平成20年）には、当センターの文化事業に対し、一般財団法人地域創造 (JAFRA) が主催するJAFRAアワードにおいて「総務大臣賞」を授与されている。また、第21回（2021年度）日本建築家協会25年賞を受賞している。

## おもな施設
- カーターホール - 客席数 886席
  - 円形状のホールである[2]。ホール名称は黒部市とゆかりのある、第39代アメリカ合衆国大統領ジミー・カーターの承諾を経て銘々されたものであり、ホールのホワイエにはジミー・カーターのメッセージ付きレリーフが飾られている。
  - 舞台面積 約5002、オーケストラピット 有
  - ただし2025年3月中旬より、音響、照明機材の交換により使用できなくなる。
- リハーサル室、楽屋 大・中・小 全5室
- マルチホール - 客席数 208席（可動式）
  - スーパープロジェクター250インチスクリーンと、29インチの35面マルチビジョンを設置
- 野外能舞台 - 客席数 約300席
  - 銀色の茶室「銀紗庵」（4.5畳）と大広間（28畳〔舞台付〕）を併設
- 和室・茶室 3室
- 展示室 1・2
- 創作室 2室、会議室 2室 創作室は開館当時2室存在したが、現在は他社に使用されている。
- 学習ゾーン
  - 図書室、児童コーナー、工芸コーナー、相談コーナー、談話コーナー
- レストラン「COLARE COFFEE」2024年12月より前のレストラン「パ・ド・ドゥ」に変わって営業を開始した。
- 駐車場 300台（無料）

## 主な主催イベント
コラーレは年に2回地元住民が実行委員として直接参加できるイベントが開催されている。

### 24時間ライヴ[7]
民放31局主催の「24時間テレビ」の趣旨に賛同し、毎年8月中旬、テレビ放送と同時期に独自でチャリティーライブを実施している。初期は年明けのイベントであった。ライヴの運営、企画、出演者はすべてボランティアで参加している。実行委員は毎年4月下旬に第一回会合を行っている。

### ワールドフェスティバル「EarthMoving」[8]
3月上旬に開催されるフェスティバルである。本イベントはコラーレ全館をフルに活用し2日間にわたって開催している。毎年開催国を決め、国の映画や文化を紹介している。

## 交通
- JR西日本黒部宇奈月温泉駅より、 富山地鉄バスで約10分。
- あいの風とやま鉄道黒部駅より、富山地鉄バスで約10分。
- 富山地方鉄道東三日市駅より、徒歩約10分。